# Hafen von Bergen
Der Hafen von Bergen (norwegisch: Bergen Havn) ist der zweitgrößte Seehafen sowie der größte Kreuzfahrthafen Norwegens. 2018 hatte er einen Umschlag von 44 Mio. Tonnen und rund 2 Millionen Passagiere.
Die 2019 etablierte Bergen Havn AS ist eine regionale Zusammenarbeit und gehört der Gemeinde Bergen sowie den umliegenden Gemeinden Alver, Askøy, Austrheim, Bjørnafjorden, Fedje und Øygarden.

## Geografie
Der Hafen von Bergen und die Innenstadt von Bergen befindet sich entlang des Byfjordes im Norden und rund um die Bucht Vågen im Osten, der Puddefjord grenzt im Westen, sowie das Store Lungegårdsvann im Süden, bis zu den Berghängen der umliegenden sieben Berge liegt im Süden das Tal von Bergen (Bergensdalen). Rund um den Hafen und das Stadtgebiet von Bergen befinden sich felsige Höhenlagen.

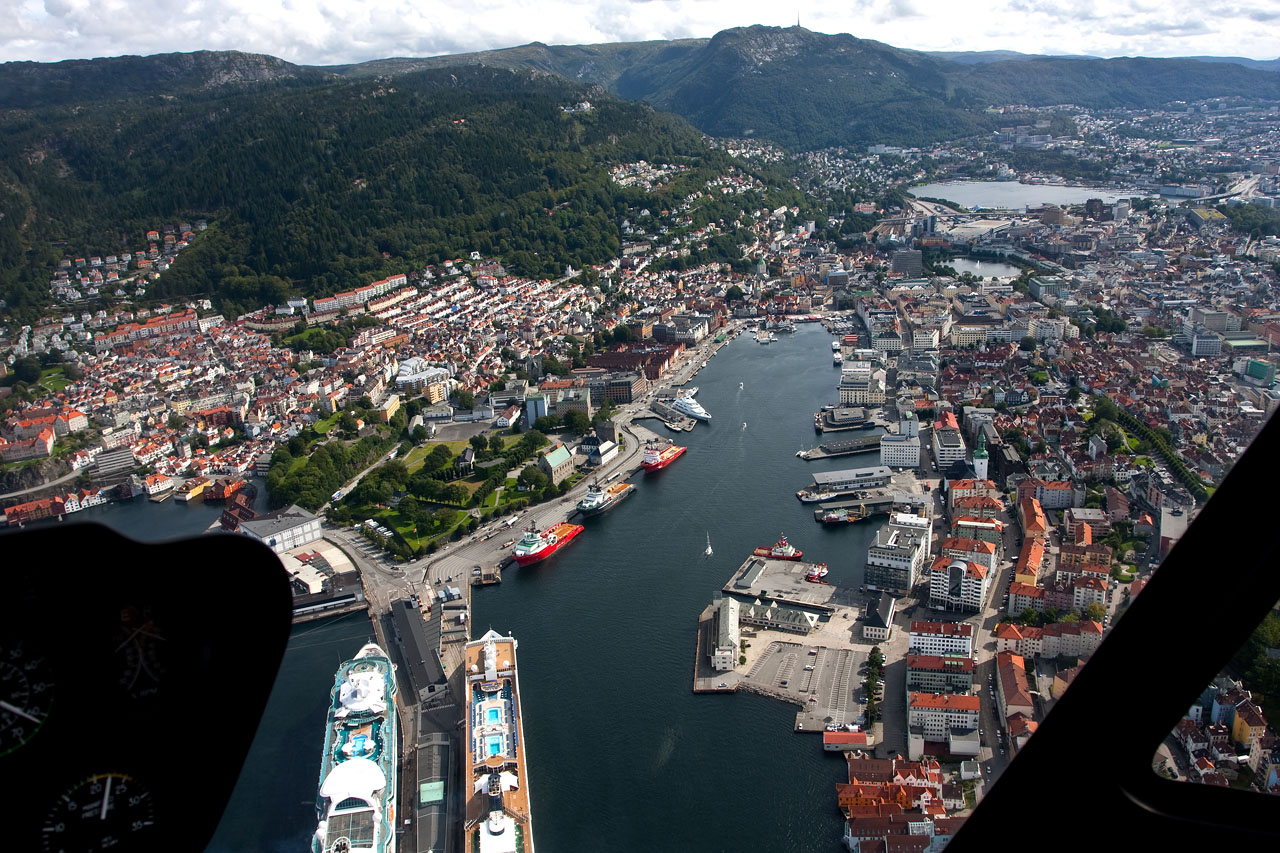
Der Hafen in der Bergener Innenstadt

## Geschichte
Der Hafen von Bergen trug in der Hochzeit der Hanse wesentlich zur Blüte der Stadt bei und war ein bedeutender Umschlagplatz im Handelsnetz der nordeuropäischen Städte. Es prägte sich sogar der Begriff der sogenannten Bergenfahrer. So wurden vom Mittelalter bis zur Neuzeit hansische Kaufleute und Schiffer bezeichnet, die vornehmlich im Norwegenhandel mit Bergen und dem dortigen Kontor Bryggen (Tyskebryggen – die deutsche Brücke) tätig waren. 1360 wurde dieses Handelskontor eröffnet.
Bis 1880 war der Hafen Bergens der wichtigste Norwegens und Bergen die größte Stadt des Landes.
Im Zweiten Weltkrieg wurde Bergen schon am ersten Tag der deutschen Invasion am 9. April 1940 von deutschen Truppen besetzt, die unter anderem einen U-Boot-Hafen ausbauten und befestigten.

## Ladung
Der Hafen von Bergen verfügt über umfangreiche Tankkapazitäten für Öl sowie Werften mit Trockendocks. Die Krane der Hafenanlagen heben bis zu 50 Tonnen.

## Fährterminals
Der Hafen Bergen ist der Ausgangspunkt der Fähren auf den Hurtigruten. Das Fährterminal Skolten wurde in den 2000er Jahren renoviert und beherbergt heute Büros und Lager. Zudem wird es als Kreuzfahrtterminal genutzt. In Jekteviken wurde 2005 ein modernes Terminal für den Küstenfähren-Verkehr in Betrieb genommen.